# Zuzana Pavelková
Zuzana Pavelková (* 16. März 1992) ist eine tschechische Badmintonspielerin. 

## Karriere
Zuzana Pavelková lebt in Přerov und trainiert beim dortigen SK Badminton Přerov. Ihre Trainer sind Jiří Pavelka und Lennart Engler. Sie gewann in Tschechien 2010, 2011, 2013 und 2014 jeweils Bronze bei den nationalen Titelkämpfen. 2012 und 2014 startete sie bei den Badminton-Europameisterschaften, 2014 ebenfalls im Uber Cup. Bei den Spanish Open 2013 und den Finnish Open 2013 wurde sie jeweils Fünfte.